# Gewald-Reaktion

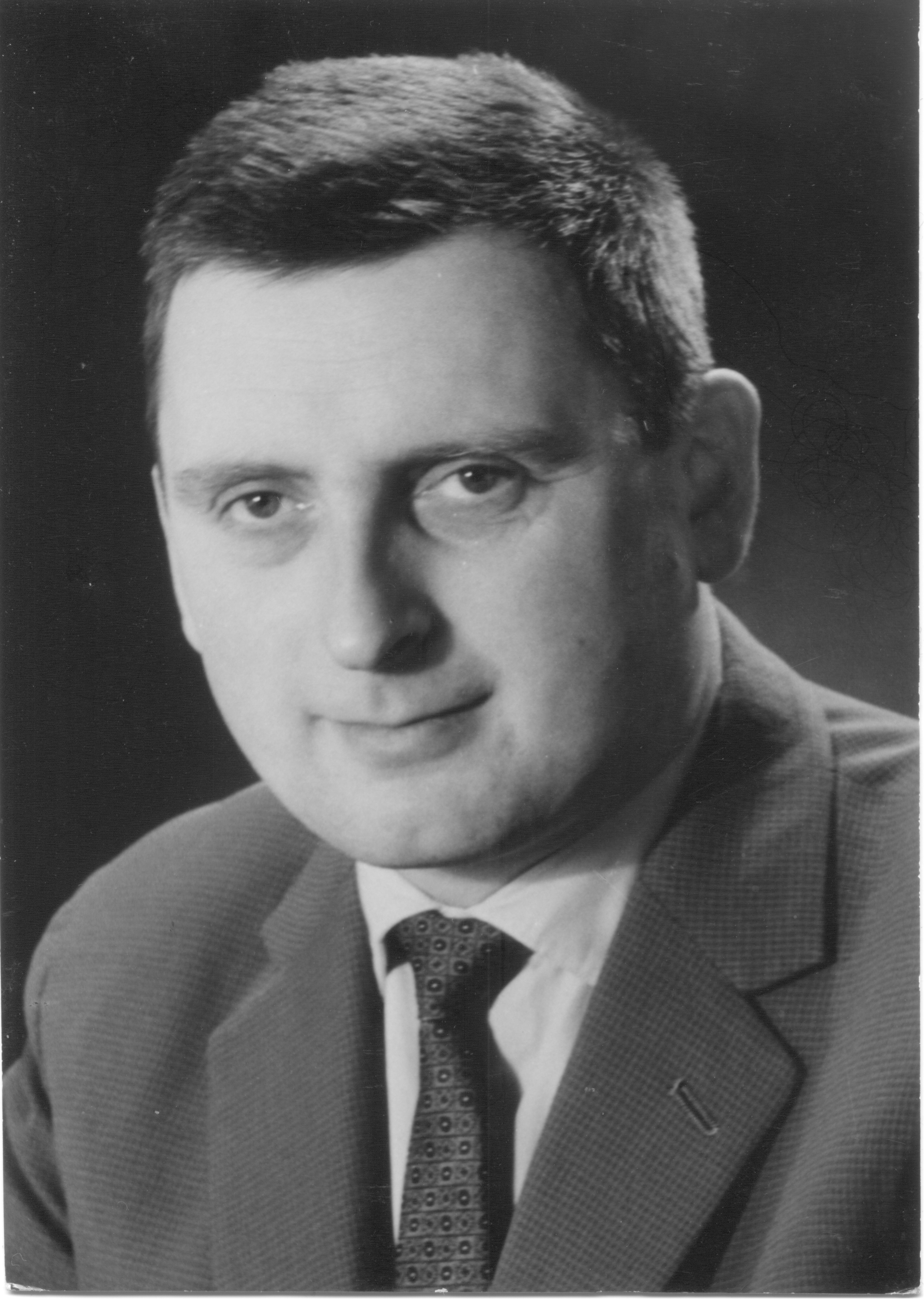
Karl Gewald (1968)

Bei der Gewald-Reaktion handelt es sich um eine Namensreaktion in der organischen Chemie, die nach ihrem Entdecker Karl Gewald (1930–2017) benannt wurde. Dabei wird ein Keton (oder ein Aldehyd, falls R2 = H) mit einem α-Cyanoester in Gegenwart von elementarem Schwefel und einer Base zu einem substituierten 2-Amino-thiophen umgesetzt.

## Übersichtsreaktion
Ein Keton und ein α-Cyanoester reagieren mit der Base Morpholin in einer Knoevenagel-Kondensation zu einem α-Alkyliden-nitril, das mit elementarem Schwefel zu einem 2-Amino-thiophen reagiert.

## Mechanismus
Der Reaktionsmechanismus konnte erst mehrere Jahre nach der Entdeckung der Reaktion teilweise aufgeklärt werden. Im ersten Reaktionsschritt wird der α-Cyanoester durch die Base Morpholin deprotoniert.
Das entstandene Anion und das Keton addieren sich zu einem Alkoholat, das im weiteren Schritt durch die protonierte Base zu einem Alkohol protoniert wird. Dieser wird zu dem stabilen Zwischenprodukt α-Alkylidennitril deprotoniert.
Der Mechanismus der Addition von elementarem Schwefel ist unbekannt. Es wird angenommen, dass dabei das zu addierende Intermediat eine Rolle spielt. Cyclisierung und Tautomerisierung liefern dann das 2-Aminothiophen.
Energiezufuhr mit Mikrowellen verkürzt bisweilen die Reaktionszeiten bei zugleich erhöhter Ausbeute.

## Varianten
In einer Abwandlung der Gewald-Reaktion wird 3-Acetyl-2-aminothiophen erhalten, wenn man Dithian [ein Addukt aus Schwefel und Aceton (R = CH3)] mit frisch hergestelltem Cyanoaceton umsetzt: